# СУ-155
Это статья о компании. О самоходных артиллерийских установках см. СУ-152, ИСУ-152 и так далее.
Международная Инвестиционно-Строительная Группа Компаний «СУ-155» — международная строительная и девелоперская компания. Помимо этого, группа осуществляла деятельность в области промышленности строительных и нерудных материалов, машиностроения, инвестиций в землю, в инженерную и коммунальную инфраструктуру. По данным на начало 2013 года, группа компаний «СУ-155» вела проекты в 54 городах России, а также в странах СНГ и Европе. В составе группы компаний находилось более 100 компаний — предприятия строительных материалов, подрядно-строительные организации, предприятия по добыче нерудных полезных ископаемых и машиностроительные заводы.
Полное название головной компании группы — Акционерное общество «Строительное управление № 155». Штаб-квартира находилась в Москве.

## История
Компания вела свою историю с 1954 года, когда в системе Главмосстроя был создан «Строймонтажтрест № 3», позже переименованный в «Строительное управление № 155». В 1993 году управление было преобразовано в закрытое акционерное общество.
В 2009 году компания отсудила права на домен su155.net, на котором ранее размещался сайт «СУ-155: мифы и реальность, сайт обманутых соинвесторов СУ-155», созданный недовольными клиентами «СУ-155». Домен, зарегистрированный австралийским регистратором Melbourne IT на имя жительницы Великобритании, был отсужен девелопером в арбитражном суде при Всемирной организации интеллектуальной собственности (WIPO).
В 2009 году фигурант коррупционного скандала в Министерстве обороны Евгения Васильева возглавляла несколько коммерческих компаний (ООО «БалтикСтрой», ООО «СУ-155 СПб», ЗАО «Грибоедова Капитал», ООО «ПлодИнвест-1», ООО «Урожайное»), часть из которых считалась дочерними компаниями Группы «СУ-155». В 2010 году она оставила все должности в связи с переходом на работу руководителем Департамента имущественных отношений Министерства обороны РФ.
27 октября 2014 года была зарегистрирована смена наименования организации с ЗАО на АО.

## Собственники и руководство
Основной владелец компании — председатель совета директоров Михаил Балакин, который на 2014 год по оценке журнала Forbes занимал 52 место в списке 200 богатейших бизнесменов России с капиталом 1,9 млрд $.
2007—2009 гг. — генеральный директор Евгения Васильева. 
Генеральный директор ЗАО «СУ-155» (головной компании холдинга) — Александр Мещеряков.
Генеральный директор ООО «Восточно-Сибирская строительная компания» (входит в Группу компаний «СУ-155») — бывший мэр Якутска (1998—2007 гг.) и губернатор Архангельской области (2008—2012 гг.) Илья Михальчук.

## Структура
Группа компаний «СУ-155» за 20 лет выросла из небольшой строительной компании до промышленно-строительной группы компаний с замкнутым циклом производства: в структуре присутствовали активы, обеспечивающие интеграцию бизнеса по всем этапам технологической цепочки.
В подмосковном Серпухове «СУ-155» строился промышленный кластер стоимостью более 10 млрд рублей, в который должны были войти запущенный в 2013 году Серпуховский лифтостроительный завод, а также завод по производству арматуры и предприятие по выпуску металлоконструкции. Предполагалось, что оборот всех предприятий нового кластера достигнет 25 млрд рублей в год.
В 2013—2014 годах Группы компаний анонсировала или начала строительство новых промышленных предприятий — в Пензе, Искитиме (Новосибирская область) и Волгограде.

### Компании-застройщики
- ООО «СтройКат» (Волгоград)[24]
- ОАО «Ивановская Домостроительная компания» (Иваново)[25][26]
- ООО «РосСтрой — Калининград» (Калининград)[27]
- ЗАО «Мосстройинвест — Калуга» (Калуга)[28]
- ООО «Никитское» (Московская область, Домодедово, п. Константиново)
- ООО «Лидер» (Москва)
- ЗАО «Московская областная инвестиционно-строительная компания» (Москва)
- ООО «Передовые технологии в строительстве» (Москва)
- ЗАО «Строительное Управление № 155» (Москва)
- ЗАО «Фарот» (Москва)
- ООО «Эйфер» (Москва)
- ЗАО «Энерготехпром ИнвестСтрой» (Москва)
- ООО «Монтажинстрой» (Нижний Новгород)
- ООО «Восточно-Сибирская Строительная Компания» (Омск)[29][30]
- ООО «ПензаСтройИнвест» (Пенза)
- ЗАО "Строительная компания «РосСтрой» (Санкт-Петербург)[31]
- ЗАО «Тверская инвестиционно-строительная компания» (Тверь)[32]
- ООО «Южная-российская инвестиционно-строительная компания» (Тула)[33]

### Компании-подрядчики
- ЗАО «Строительное управление № 155» (Москва)
- ООО «ВИРА ДВА» (Москва)
- ООО «Инжстрой-13» (Москва)
- филиал «Даната-Плюс» (Москва)
- филиал «ДСК-5» (Москва)
- филиал «КАИССА» (Москва)
- филиал «КДС» (Москва)
- филиал «МЖС» (Москва)
- филиал «МУ-8» (Москва)
- филиал «ОГЭ» (Москва)
- филиал «ПСК-7» (Москва)
- филиал «РИМАЙТ» (Москва)
- филиал «Сетьмонтаж» (Москва)
- филиал «СИ-17» (Москва)
- филиал «СКБ-Строй» (Москва)
- филиал «Славстрой» (Москва)
- филиал «СУ-93» (Москва)
- филиал «ТЕКСВИН» (Москва)
- филиал «ФасадСтрой» (Москва)
- филиал «ФундаментСтрой» (Москва)
- филиал «ЭМКА» (Москва)
- ООО «Металл-Инвест» (Тверь)
- ООО «Вента» (Москва)

### Машиностроительные производства
- ООО «Машиностроительный завод» (Ивановская область, Вичуга)[34]
- ОАО «Строммашина» (Ивановская область, Кохма)
- ОАО «Станкоагрегат» (Москва)
- ООО «Одинцовский машиностроительный завод» (Московская область, Одинцово)[35]
- ООО «Серпуховский лифтостроительный завод» (Московская область, Серпухов)[36][37]

### Производство стройматериалов
- ООО «БиоЛесПром» (Вологодская область, Верховажский район, с. Верховажье)[38] (пиломатериалы)
- ООО «Брянский завод строительных конструкций» (Брянск) (железобетонные панели)
- ОАО «Ивановская Домостроительная компания» (завод ЖБИ) (Иваново)[39] (железобетонные панели)
- ООО «Андреевский карьер» (Калуга) (гравий, песок, глина)
- ЗАО «Первая цементная компания»/ООО «Первая цементная компания» (Калужская область, Кондрово)[40] (цемент, известь, гипс)
- ОАО «Войсковицкий завод железобетонных изделий № 1»(Ленинградская область, Гатчинский район, п. Войсковицы)[41][42] (керамзито-, газо- и пенобетонные панели, металлопластиковые окна, сантехническое и электромонтажное оборудование)
- ООО «Карьер Дон» (Липецкая область, Елецкий район, п. Задоньевский) (известь)
- ОАО «Бетиар-22» (Москва)[43] (железобетонные конструкции)
- ООО «Бильд Терминал» (Москва)
- ОАО «Московский камнеобрабатывающий комбинат» (Московская обл., Долгопрудный)[44] (изделия из природного камня)
- ОАО «Белостолбовский кирпичный завод» (Московская область, Домодедово, мкр.Белые Столбы)[45] (кирпич, бордюры, тротуарная плитка)
- ООО «Домодедовский асфальтово-бетонный завод» (Московская область, Домодедово) (бетонные смеси, асфальт)
- ЗАО «Домодедовский завод железобетонных изделий» (Московская область, Домодедово)[46] (железобетонные изделия, пенополистирол, монтажные и штукатурные смеси)
- ООО "Проектно-производственное объединение «Дом» (Московская область, Домодедово) (оконные и дверные блоки, стеклопакеты)
- ЗАО «Клинский проектно-строительный комбинат» (Московская область, Клин)[47] (железобетонные изделия)
- ООО «Мастер» (Московская область, Лобня) (изделия из натурального камня)
- ООО «Торфяник»/ООО «Экоторф» (Московская область, Лотошинский район, п. Торфяной) (торф)
- ОАО «Калибровский завод» (Московская область, Одинцово)[48] (сантехкабины, трубы)
- ЗАО «Стройиндустрия» (Московская область, Одинцово)[49][50] (железобетонные изделия, бетон)
- ОАО «Стромремонтналадка» (Московская область, Одинцово)[51] (светопрозрачные конструкции)
- ООО «Орешкинский комбинат нерудных строительных материалов» (Московская область, Рузский район, п. Колюбакино) (песок, щебень)
- ООО «КСК-Темп» (Московская область, Серпухов) (цемент, гипс)
- ООО «Шатово» (Московская область, Серпуховский район, д. Калиново) (пиломатериалы)
- ЗАО «ДСК-НН» (Кстовский завод железобетонных изделий) (Нижегородская область, Кстово)[52] (железобетонные изделия)
- ОАО «Орское карьеруправление» (Оренбургская область, Орск) (щебень, песок)
- ООО «ПензаСтройИнвест» (Пенза) (железобетонные изделия; завод строится)
- ОАО «Завод крупных деталей» (Тула)[53] (железобетонные изделия)
- ОАО «Каркас-ЗКД» (Тула)

### Компании-заказчики и проектировщики
- ООО «Проектный институт „ДСК-Проект“» (Иваново)
- ООО «Отдел капитального строительства Строительного управления № 155» (Москва)
- ООО «СпецСтрой» (Москва)

### Коммерческие компании
- Товарищество на вере (коммандитное товарищество) «„СУ-155“ и Компания» (Москва)
- ЗАО «Компания „Монблан“» (Москва)

### Транспортные компании
- Филиал «МИАТ» (Москва)
- ООО «Вертолетная компания МКЛ» (Москва)

### Финансовый сектор
- ООО «СУ-155 Капитал» (Москва)

Ранее Михаил Балакин (основной владелец ЗАО «СУ-155») владел 48,15 % акций Независимого Строительного Банка, но в апреле 2013 года продал свою долю в банке.
В апреле 2014 году «СУ-155» вышла из капитала всех управляющих компаний, ранее входивших в Группу, продав акции менеджменту этих компаний.

## Деятельность
«СУ-155» реализовывала строительные проекты в Центральном (Москва, Брянская, Владимирская, Ивановская, Калужская, Костромская, Московская, Рязанская, Тверская, Тульская, Ярославская области), Северо-Западном (Санкт-Петербург, Калининградская, Ленинградская области), Приволжском (Нижегородская, Пензенская области), Южном (Волгоградская область) и Сибирском (Омская, Новосибирская области, Красноярский край) федеральных округах.
Оборот ГК «СУ-155» по итогам 2013 года составил 114,2 млрд руб. (в 2012 году — 84,3 млрд руб., в 2011 году — 82,7 млрд руб.), в том числе от продажи жилья было получено 74,8 млрд руб.
В 2013 году группа построила 1,65 млн м² недвижимости (в 2012 — 1,43 млн м²., в 2011 году — 1,3 млн м².), в том числе было построено свыше 513 тыс. м². за пределами Москвы и Московской области, что составляет почти 31 % от общего объёма строительства (в 2012 году на долю регионов пришлось почти 640 тыс. м², то есть 45 % от общего объёма строительства; в 2011 году — 500 тыс. м² и 37 % соответственно). Результат 2013 года побил отраслевой и собственный рекорд в 1,51 млн м² жилья, установленный компанией в 2009 году.
В 2013 году «СУ-155» ввела в эксплуатацию в России 21 социальный объект: четыре школы на 3,04 тысячи мест, 14 детсадов на 2,45 тысячи мест и три поликлиники — это на 42 % по количеству мест в детских садах и на 30 % по количеству мест в школах лучше показателей 2012 года. На строительство и оснащение объектов социальной инфраструктуры ГК «СУ-155» в 2013 году направила около 1,9 миллиарда рублей — это на 18 % больше, чем в 2012 году.
С 2014 года одной из первых приступила к реализации проектов в рамках федеральной программы Министерства строительства и ЖКХ России «Жильё для российской семьи» в Туле (микрорайон «Новая Тула») и в деревне Кочедыково Ивановской области.
В 2016 году было объявлено о банкротстве Су-155. Задолженность «СУ-155» (на момент второй половины 2016 года) составляет около 315 млрд руб. при стоимости активов 204 млрд руб. Основные обязательства (более 120 млрд руб.) — перед дольщиками и инвесторами проектов. Недостроенными остаются 147 домов в 14 регионах.

## Рейтинги
По версии газеты «Ведомости» по итогам 2013 года «СУ-155» возглавила топ-5 крупнейших застройщиков России по выручке — 74,8 млрд руб. (в 2012 году — 71,4 млрд руб., в 2011 году — 70,1 млрд руб.).
По версии журнала «РБК» по итогам 2013 года группа компаний возглавила топ-5 крупнейших девелоперов России по выручке — 3,58 млрд долл. (в 2012 году — 2,713 млрд долл., в 2011 году — 2,814 млрд долл.).
По версии журнала «РБК» на 1 января 2014 года «СУ-155» возглавила топ-5 крупнейших девелоперов России по портфелю проектов — 15,5 млн м².

## Благотворительная деятельность
В 2002—2005 годах Группа компаний «СУ-155» реконструировала Храм в честь святителя Николая Мирликийского (Николы Белого) в Серпухове, основанный ещё в XVI веке, — храм был восстановлен по эскизам и фотографиям. После 1917 года некоторое время в храме находилась городская макаронная фабрика. Во время Великой Отечественной войны была взорвана колокольня, а в здании — устроены прачечные, позднее помещения использовал штаб гражданской обороны под склад.
В 2009—2012 годах силами «СУ-155» и других компаний и на средства «СУ-155», семьи Михаила Балакина и многих физических и юридических лиц был восстановлен Кронштадтский Морской собор во имя Святителя Николая Чудотворца, который был закрыт в 1929 году, а в советское время побывал кинотеатром, домом офицеров Балтийского флота, концертным залом, филиалом Центрального военно-морского музея.
В 2014 году при поддержке ГК «СУ-155», которая одновременно стала и инвестором-застройщиком и генподрядчиком объекта, продолжилось строительство нового храма на улице Железнодорожной в Щербинке, ранее прекратившееся после возведения фундамента и окончания собранных на строительство средств.
Многие путают этот храм с уже существующим рядом храмом в честь Преподобной мученицы Елизаветы, построенном в 2000 году. Однако, новая церковь на 500 прихожан должна была быть посвящена иконе Божией Матери «Всецарица». Это первая церковь, построенная в рамках «Программы-200» на присоединенных территориях Москвы.
В 2014 году по инициативе Серпуховского благочиния Русской Православной Церкви началась реставрация храма святителя Николая в Бутках на улице Чернышевского. В советское время был закрыт и постепенно сооружение оказалось в руинах.
Помимо перечисленных церквей в 2000-х годах Группа компаний «СУ-155» заложила и построила храм Покрова Пресвятой Богородицы в Ясенево в Москве и храм Покрова Пресвятой Богородицы в Иваново, а также восстановила воскресную школу при церкви Бориса и Глеба в Зюзине в Москве и сгоревшую церковь преподобного Сергия Радонежского в Верхней Верее Нижегородской области.

## Критика и дискуссии в СМИ

### Претензии Министерства обороны РФ
В 2013 году Минобороны подало в суд на «СУ-155» в связи с ненадлежащим исполнением ответчиком обязательств по госконтрактам, заключенным в 2010 году, сумма иска составила 357,8 млн рублей. Девелопер должен был передать объекты в собственность государству не позднее 1 ноября 2010 года, но не уложился в срок.
В ноябре 2013 года суд постановил «СУ-155» выплатить Министерству обороны неустойку в сумме 345,6 млн рублей, но компания оспорила решение. Федеральный арбитражный суд Московского округа 25 февраля 2014 года судебные акты отменил и направил дело на новое рассмотрение в Арбитражный суд Москвы. Девятый арбитражный апелляционный суд оставил в силе решение арбитражного суда Москвы о взыскании с компании «СУ-155» 345,6 млн рублей.
По словам экспертов, когда министром обороны был Анатолий Сердюков, штатные спорные моменты ведомство и «СУ-155» старались решать в досудебном порядке: по претензиям по контрактам с 2006 по 2011 годы «СУ-155» выплатила пени и неустойки за срывы сроков строительства в размере около 1 млрд рублей.
В январе 2017 года замминистра обороны Тимур Иванов отметил, что СУ-155 не выполнила свои обязательства по жилищному строительству в Москве на сумму 18 млрд руб (это четыре жилых микрорайона на 16 тыс. квартир). На деньги, полученные от Минобороны в 2011—2012 годах, компания начала строить коммерческие проекты, не завершив строительство, в том числе инженерных сетей в жилых домах Минобороны. По условиям контракта компания должна была передать все новостройки под заселение еще в 2014 году, однако работы на большинстве домов по-прежнему так и не завершены, а взыскать сумму неотработанного аванса с СУ-155 сейчас очень проблематично.

### Претензии руководства Москвы
В мае 2011 года компания подверглась критике со стороны мэра Москвы Сергея Собянина. По его словам, в 2009 году город приобрёл у «СУ-155» 187 тыс. м² жилья за 10 млрд руб. и к весне 2011 года это жильё так и не было заселено, а недостатки не были устранены, в связи с чем город подал иск в суд на компанию. Однако застройщик сумел доказать в суде, что срыв сроков строительства произошел в том числе и по вине мэрии, которая с задержкой предоставила участок под застройку.
Мэрия Москвы требовала от «СУ-155» пени и неустойку суммой больше полумиллиарда рублей (518 млн руб. и $280000) за задержку с вводом в эксплуатацию жилого дома в Весковском переулке. 518 млн руб. мэрия пыталась взыскать за восьмимесячную просрочку сроков ввода в эксплуатацию здания, а 280 тыс. $ — за просрочку оплаты доли города, которую допустила строительная компания. В августе 2011 года мэрия проиграла в арбитражном суде: «СУ-155» удалось доказать, что срывы сроков строительства произошли в том числе и по вине чиновников.
У мэрии Москвы также были претензии к «СУ-155» по нереализованному инвестконтракту реконструкции нескольких зданий в районе Зюзино. В соответствии с инвестконтрактом «СУ-155» обязалась провести реконструкцию трех зданий со сроком сдачи работ в конце 2007 года. Мэрия Москвы утверждая, что обязательства по инвестконтракту застройщик не исполнил, решила взыскать оценочную стоимость площадей, которую недополучил город. «СУ-155» парировало тем, что город не исполнил своих обязательств по финансированию реконструкции и расселению жителей близлежащих домов. В сентябре 2012 года мэрия Москвы проиграла суд. Основными причинами, повлекшими за собой неисполнение условий данных контрактов, стали невозможность проведения правительством Москвы отселения жителей домов, подлежащих сносу, что помешало реконструкции.
14 февраля 2013 года Департамент экономической политики и развития Москвы подал иск к «СУ-155» в Арбитражный суд города Москвы с требованием вернуть в бюджет 3,5 млрд рублей. В соответствии с инвестконтрактом, заключенным в 2007 году, Группа компаний «СУ-155» провела комплексную застройку в Южном Бутово. В период 2008—2010 годов были построены и приняты заказчиком 21 жилой дом, 8 объектов социально-культурного назначения и ряд нежилых строений, также был выполнен подавляющий объём работ по строительству инженерных коммуникаций и внутриквартальных дорог. Мэрия Москвы недополучила Центр социальной защиты населения и ЗАГС с подземной автостоянкой, конечную остановку городского общественного транспорта, а также подъездные дороги, очистные сооружения, объекты берегоукрепления Висенского ручья. При этом глава Департамента сказал, что если «строители уже в самое ближайшее время полностью выполнят все взятые на себя обязательства, и в этом случае наш иск станет технической процедурой». В мае 2013 году конфликт разрешился мировым соглашением, в соответствии с которым Департамент экономической политики и развития Москвы сохраняет с «СУ-155» договор соинвестирования и отказывается от своих требований 2,7 млрд убытков и 732,9 млн неустойки. «СУ-155» со своей стороны вернёт в бюджет Москвы 256,5 млн руб., которые компания получила в качестве аванса, а также достроит 7 из 8 запланированных объектов (водозаборный узел решено не строить).
Новый иск к «СУ-155» от столичного правительства о взыскании 548 миллионов рублей был направлен в суд осенью 2013 года, но после подачи по просьбе самой мэрии Арбитражный суд Москвы отложил слушания на 15 ноября 2013 г. Иск связан с инвестконтрактом на строительство домов на улице Намёткина в Москве, по которому, по мнению мэрии, 35 % площадей должны были пойти на расселение жителей микрорайона. «СУ-155» передала менее 35 % квартир, но «СУ-155» оправдывает это невыполнением обязательств по расселению жилого дома, на месте которого должно было вестись строительство новых квартир. Кроме того, по мнению юристов «СУ-155», мэрия пропустила срок исковой давности.

### Претензии администрации Московской области
В конце октября 2014 года губернатор Московской области раскритиковал работу «СУ-155», реализующей в микрорайоне «Павшинская пойма» крупный девелоперский проект. В середине ноября заместитель председателя правительства Московской области Герман Елянюшкин сообщил об обеспокоенности областных властей финансовой устойчивостью «СУ-155». Тогда же администрация Долгопрудного сообщила, что город на протяжении нескольких лет недополучает плату за аренду земельного участка и накопленный долг превышает 800 млн рублей и приближается к 1 млрд рублей.
В ноябре Госстройнадзор Московской области подал в арбитражный суд иск о признании несостоятельности «СУ-155» из-за задолжености по штрафам в бюджет области в размере 24,9 млн рублей. Компания назвала действия Главгосстройнадзора Московской области юридически ничтожными, а исковое заявление бесперспективным.
Через несколько дней в головном офисе ГК «СУ-155» была проведена выемка документов, которая привела к панике дольщиков и пайщиков проектов компании. Однако Следственный комитет изъял документы, имеющие отношение к одному из предприятий Группы — Домодедовскому заводу ЖБИ, который по мнению следствия, задолжал по налогом 212 млн. 233 тыс. рублей.
Уже в декабре правительство региона договорилось с Группой компаний о решении накопившихся проблем:
- до 31 декабря 2014 года «СУ-155» перечисляет в бюджет часть задолженности по земельной аренде в Долгопрудном в размере 159,6 млн рублей, по остальным вменяемым суммам будет разбирательство (региональные власти считают, что «СУ-155» должна 753 млн рублей)[105][115][116];
- «СУ-155» переходит к масштабному использованию договоров долевого участия с 2015 года вместо использовавшихся ранее в большинстве проектов договоров ЖСК[105][115][117];
- власти Московской области будут содействовать скорейшей выдаче разрешительной документации на жилые и социальные объекты «СУ-155» в регионе[105][115].

По итогам конфликта власти Московской области приступили к разработке мер по предотвращению создания ЖСК строительными компаниями. Заместитель председателя правительства Подмосковья Герман Елянюшкин пообещал направить свои предложения в федеральное Министерство строительства и ЖКХ.
Некоторые СМИ посчитали, что конфликт мог так быстро разгореться из-за заинтересованности некоторых коммерческих структур в проблемах у ГК «СУ-155» или в качестве мести за то, что представители дочернего ЗАО «Богаевские карьеры» способствовали уголовному делу против высокопоставленных полицейских чинов Рузского района Московской области.

### Конфликт «СУ-155» и «Мортон»
В 2009 году ГК «Мортон» выиграла тендер Министерства обороны РФ на строительство 24 жилых домов для семей военнослужащих в Балашихе, после чего заключила с ГК «СУ-155» договор субподряда на строительство нескольких домов на сумму 2,8 млрд рублей. Дома должны были быть построены в 2011 году, но, получив аванс «СУ-155», по версии «Мортон», сорвала сроки, построив только 9 тыс. м² из 100 тыс., запланированных по договору. Договор был расторгнут в одностороннем порядке, жильё ГК «Мортон» достроила сама.
Осенью 2013 года ГК «СУ-155» подала иск в суд с требованием взыскать с ГК «Мортон» 255 млн рублей за выполненные работы, ГК «Мортон» подала встречный иск с требованием взыскать неустойки за срыв сроков на 1,4 млрд рублей и «неосновательное обогащение» в размере 230 млн рублей.
Суд первой инстанции присудил ГК «Мортон» 692 млн. 845 тыс. рублей, но ГК «СУ-155» подала апелляцию и арбитражный суд постановил уже ГК «Мортон» выплатить «СУ-155» 255 млн рублей. После повторного рассмотрения было принято решение в пользу ГК «Мортон», потом в иске «Мортону» было отказано. В декабре 2014 года стороны договорились о том, что ГК «СУ-155» выплачивает ГК «Мортон» 200 млн рублей. При этом стороны отказались от взаимных претензий по этому контракту. Более того, ГК «СУ-155» построит один из корпусов в новом жилом комплексе «Восточное Бутово» ГК «Мортон» в Ленинском районе Московской области.

### Задержка сроков строительства
На протяжении 2008—2012 годов компания «СУ-155» неоднократно критиковалась за серьёзные задержки сдачи домов, откладывание под различными предлогами сроков заселения жильцов-соинвесторов и оформления прав собственности на квартиры, многомесячное отсутствие отопления, горячего водоснабжения и т. п. в уже заселённых домах. Покупатели квартир «СУ-155» неоднократно устраивали митинги и пикеты в Москве.

### Банкротство
24 февраля 2015 года в Арбитражный суд Москвы поступило заявление Росбанка о признании АО «СУ-155» несостоятельным (банкротом), 1 апреля 2015 года — иск Сбербанка России. К этому времени в московском арбитраже находилось около 20 таких заявлений. Среди заявителей, требующих банкротства СУ-155, — банки «Глобэкс» и ВТБ, Главгосстройнадзор Московской области, налоговая инспекция по крупнейшим налогоплательщикам № 3, ряд компаний и физических лиц.
В мае 2015 года компания «СУ-155» допустила дефолт по облигациям 4-й серии.
В октябре 2015 года Правительство Российской Федерации создало комиссию во главе с первым заместителем председателя Правительства И. И. Шуваловым по вопросу разработки механизма санации АО «СУ-155».
В 2016 году началась новая волна протестов, связанная с банкротством АО «СУ-155». 13 февраля 2016 года в Санкт-Петербурге прошёл третий митинг дольщиков компании «СУ-155».
14 апреля 2016 года Арбитражный суд Москвы признал банкротом ЗАО «Группа компаний СУ-155» по иску Банка Москвы.
В мае 2016 года в рамках санации СУ-155, при поддержке банка «Российский капитал», были сданы первые, после банкротства застройщика, 3 корпуса жилого комплекса «Новая Трёхгорка». Квартиры получили 640 покупателей.
26 мая ещё 500 пайщиков СУ-155, после рассмотрения Арбитражным судом Московской области, были включены в реестр кредиторов Московской области.
По данным Минстроя, за 2016 год в рамках концепции достройки объектов СУ-155 было завершено 59 из 145 проблемных домов. 46 из них на конец 2016 года были сданы в эксплуатацию, остальные находились на стадии итоговых проверок. Всего было достроено больше 14 тысяч квартир. Среди сданных домов — корпус ЖК «Губернский» в Чехове, семь корпусов мкр. «Южный», дома в Ивантеевке, Красноармейске и Павловском Посаде. Санатором выступал банк «Российский капитал».
В марте 2017 года глава Минстроя РФ Михаил Мень пообещал завершить строительство всех домов «СУ-155» до конца 2018 года. По заверениям чиновника, средства на достройку объектов уже найдены.
2 февраля 2021 года было завершено строительство долгостроя "СУ-155" в районе Чертаново Северное Москвы. Проблемный объект ЖК «ВОСТОЧНЫЙ» в г. Звенигороде Московской области (корпуса 9, 10, 13) стал последним недостроенным долгостроем девелоперской компании "СУ-155" на 2022 год в стране, который ждет достройки и активисты ведут активную борьбу, чтобы строительство завершилось до конца 2023 года.